# Ingeborg Renner (Politikerin)
Ingeborg Renner, geb. Meyer (* 24. März 1930 in Berlin; † 24. Dezember 2010 ebenda), war eine deutsche Politikerin (SPD).

## Leben
Ingeborg Renner ging in Berlin-Pankow zur Schule, der Schulabschluss war das Abitur. Sie studierte zunächst an der Pädagogischen Hochschule, aber nach der Geburt des zweiten Kindes setzte sie das Studium nicht fort. Insgesamt hatte sie drei Kinder.

## Politik
Ingeborg Renner war bereits seit 1947 Mitglied der SPD. Von 1957 bis 1967 war sie Vorsitzende der Arbeitsgemeinschaft sozialdemokratischer Frauen (AsF). Als Bürgerdeputierte war sie seit 1959 im Bezirk Wedding aktiv, anschließend dann in der Bezirksverordnetenversammlung (BVV) Wedding ab 1962. Durch ihre Wahl in das Abgeordnetenhaus von Berlin 1967 konnte Renner sich um Bildung und soziale Gerechtigkeit kümmern. In dieser Zeit war sie auch sechs Jahre lang Rundfunkrat des Senders Freies Berlin. 1981 schied sie aus dem Abgeordnetenhaus aus, um sich nochmals bis 1988 als Bezirksverordnete der BVV Wedding zu betätigen.
Renner war Mitglied des Deutschen Freidenker-Verbands, der Arbeiterwohlfahrt (AWO), der Naturfreunde und der Gewerkschaft Erziehung und Wissenschaft (GEW).